# Синильщиков, Евгений Васильевич
Евгений Васильевич Сини́льщиков (1910—1991) — советский инженер, конструктор ракет. Дважды лауреат Сталинской премии.

## Биография
В 1932 году окончил ЛВМИ. В 1932—1941 годах работал на различных должностях в проектно-конструкторском отделе Обуховского завода.
В 1941—1942 годах главный конструктор Мытищинского МСЗ. В 1942 году под его руководством создана самоходная артиллерийская установка СУ-122.
В 1943 году на серийно выпускавшийся танк Т-34 установил вместо 76-миллиметровой более мощную 85-миллиметровую пушку, которая стала пробивать броню немецких «тигров».
В 1943—1946 годах начальник отдела ЦКАБ. В 1945—1946 годах работал в составе группы инженеров в Германии.
С сентября 1946 года начальник и гл. конструктор отдела 4 СКБ НИИ-88 (отдел зенитных ракет) (Подлипки, Московская область). Участник первого пуска ракеты а-4 18 октября 1947 года.
С 1950 года зам. главного конструктора ОКБ-1 НИИ-88 (С. П. Королёва), в 1950—1953 годах ведущий конструктор ракеты Р-11.
В 1957—1987 годах начальник расчетно-исследовательского бюро КБСМ в Ленинграде. Участвовал в создании ряда стартовых ракетных комплексов: 15П764, 15П98, 15П767, 15А14, и других.
В 1955—1960 годах читал лекции в МВТУ имени Н. Э. Баумана и ЛВМИ.

## Награды и премии
- Сталинская премия I степени (10 апреля 1942) — за разработку новых типов морского артиллерийского вооружения
- Сталинская премия II степени (1943) — за создание нового вида артиллерийского вооружения
- орден Отечественной войны — за 85-миллиметровую пушку, установленную на Т-34